# Ministerstvo spravedlnosti Čínské lidové republiky
Ministerstvo spravedlnosti Čínské lidové republiky (čínsky v českém přepisu Čung-chua žen-min kung-che-kuo s’-fa-pu, pchin-jinem Zhōnghuá rénmín gònghéguó sīfǎbù, znaky zjednodušené 中华人民共和国司法部) je ústřední výkonný orgán, ministerstvo, Státní rady Čínské lidové republiky zodpovědný za otázky justice a legislativy. Mezi hlavní úkoly ministerstva patří příprava legislativy: zákonů a správních předpisů, jejich zveřejňování, koordinace výkladu zákonů, dohled nad přezkumem správních rozhodnutí, správa věznic, ústavů protidrogové rehabilitace, správa organizací advokátů, notářů a arbitrů, státní justiční pomoc.
V čele ministerstva stojí ministr spravedlnosti. Funkci od února 2023 zastává Che Žung.

## Historie
Ministerstvo bylo zřízeno roku 1949, po vzniku Čínské lidové republiky jako ministerstvo spravedlnosti ústřední lidové vlády. V souvislosti s reformou státní správy po přijetí první ústavy roku 1954 bylo přejmenováno na ministerstvo spravedlnosti Čínské lidové republiky. Roku 1959 bylo zrušeno. Roku 1979 bylo z rozhodnutí stálého výboru Všečínského shromáždění lidových zástupců obnoveno. Roku 1918 byl do ministerstva začleněn legislativní úřad státní rady.

## Ministři
Š’ Liang byla představitelkou Čínské demokratické ligy, ostatní ministři byli členy Komunistické strany Číny.
| #                                                                      | Jméno                                                                  | Narození a úmrtí                                                       | Funkční období                                                         | Funkční období                                                         |
| #                                                                      | Jméno                                                                  | Narození a úmrtí                                                       | Nástup do úřadu                                                        | Opuštění úřadu                                                         |
| Ministryně spravedlnosti Ústřední lidové vlády Čínské lidové republiky | Ministryně spravedlnosti Ústřední lidové vlády Čínské lidové republiky | Ministryně spravedlnosti Ústřední lidové vlády Čínské lidové republiky | Ministryně spravedlnosti Ústřední lidové vlády Čínské lidové republiky | Ministryně spravedlnosti Ústřední lidové vlády Čínské lidové republiky |
| ---------------------------------------------------------------------- | ---------------------------------------------------------------------- | ---------------------------------------------------------------------- | ---------------------------------------------------------------------- | ---------------------------------------------------------------------- |
| 1.                                                                     | Š’ Liang 史良                                                          | 1900–1985                                                              | 19. října 1949                                                         | 28. září 1954                                                          |
| Ministr(yně) spravedlnosti Čínské lidové republiky                     |                                                                        |                                                                        |                                                                        |                                                                        |
| 1.                                                                     | Š’ Liang 史良                                                          | 1900–1985                                                              | 29. září 1954                                                          | 28. dubna 1959                                                         |
| ministerstvo zrušeno (1959–1979)                                       |                                                                        |                                                                        |                                                                        |                                                                        |
| 2.                                                                     | Wej Wen-po 魏文伯                                                      | 1905–1987                                                              | 9. září 1979                                                           | 4. května 1982                                                         |
| 3.                                                                     | Liou Fu-č’ 刘复之                                                      | 1917–2013                                                              | 4. května 1982                                                         | 20. června 1983                                                        |
| 4.                                                                     | Cou Jü 邹瑜                                                            | * 1920                                                                 | 20. června 1983                                                        | 12. dubna 1988                                                         |
| 5.                                                                     | Cchaj Čcheng 蔡诚                                                      | 1927–2009                                                              | 12. dubna 1988                                                         | 29. března 1993                                                        |
| 6.                                                                     | Siao Jang 肖扬                                                         | 1938–2019                                                              | 29. března 1993                                                        | 18. března 1998                                                        |
| 7.                                                                     | Kao Čchang-li 高昌礼                                                   | * 1937                                                                 | 18. března 1998                                                        | 28. prosince 2000                                                      |
| 8.                                                                     | Čang Fu-sen 张福森                                                     | * 1940                                                                 | 28. prosince 2000                                                      | 1. července 2005                                                       |
| 9.                                                                     | Wu Aj-jing 吴爱英                                                      | * 1951                                                                 | 1. července 2005                                                       | 24. února 2017                                                         |
| 10.                                                                    | Čang Ťün 张军                                                          | * 1956                                                                 | 24. února 2017                                                         | 19. března 2018                                                        |
| 11.                                                                    | Fu Čeng-chua 傅政华                                                    | * 1955                                                                 | 19. března 2018                                                        | 29. dubna 2020                                                         |
| 12.                                                                    | Tchang I-ťün 唐一军                                                    | * 1961                                                                 | 29. dubna 2020                                                         | 24. února 2023                                                         |
| 13.                                                                    | Che Žung 贺荣                                                          | * 1962                                                                 | 24. února 2023                                                         | úřadující                                                              |